# Höskallra
Höskallra eller höstskallra (Rhinanthus serotinus) är en växtart i familjen Snyltrotsväxter, tidigare placerad i familjen Lejongapsväxter. Höskallra finns i Europa och Asien. I Norden växer höskallran i Finland, i södra och mellersta Sverige, i sydligaste delen av Norge samt i Danmark. Höskallran är halvparasit på gräs och den växer på fuktiga ängar. Höskallran blommar i maj–augusti. Efter blomningen blir fodret helt torrt, och de platta fröna skallrar lätt.